# Ляпота, Степан Константинович
Степан Константинович Ляпота (13 декабря 1906, с. Китайгородка (ныне Томаковского района Днепропетровской области Украины) — 10 октября 1943 в районе хутора Канадский Токмакского района Запорожской области) — командир роты 1369-го стрелкового полка 417-й стрелковой дивизии 44-й армии Южного фронта, лейтенант. Герой Советского Союза.

## Биография
Окончил начальную школу. Работал заведующим Новотроицким отделением Сбербанка. Перед войной работал в городе Самборе Львовской области. Член ВКП(б) с 1930 года.
Участник Великой Отечественной войны с июня 1941 года. Доброволец. Отступал с боями к Днепру. Дважды выходил из окружения.
В апреле 1942 года окончил курсы младших лейтенантов и был назначен командиром взвода. Участвовал в боях за города Батайск, Моздок, Славянск на Кубани, Мелитополь.
В ходе Мелитопольского сражения мужественно и героически провел боевую операцию под хутором Канадский Токмакского района Запорожской области, обеспечив успешное наступление главных сил войск по освобождению города Мелитополь, выход армии к Сивашу и блокирования с суши немецкой группировки в Крыму.
Погиб в бою 10 октября 1943 года.
Указом Президиума Верховного Совета СССР от 1 ноября 1943 года «за образцовое выполнение боевых заданий командования на фронте с немецко-фашистскими захватчиками и проявленные при этом отвагу и героизм» лейтенанту Степану Константиновичу Ляпоте было посмертно присвоено звание Героя Советского Союза.
Награждён орденом Ленина.
Похоронен в селе Раздол Михайловского района Запорожской области.

## Память
- В селе Китайгородка установлен памятник погибшим сельчанам, на нём выбито имя Степана Ляпоты.